# 대영포장
대영포장 주식회사는 경기도 안산시에 본사를 둔 골판지 기업이다.

## 테마주
사외이사가 서울대 법대 출신이라는 이유로 조국 테마주로 분류되어 주가가 급등한 적이 있다.